# Os Sorrisos do Destino
Os Sorrisos do Destino (Portugiesisch für: Die Lächeln des Schicksals) ist ein Filmdrama des portugiesischen Regisseurs Fernando Lopes aus dem Jahr 2009.
Der Film ist, nach Lá Fora (2004) und 98 Octanas (2006), der dritte einer inoffiziellen Trilogie des Regisseurs, in der er die Formen der Einsamkeit des modernen Menschen in einer zunehmend von Technologie und materiellem Wohlstand dominierten Gesellschaft thematisiert.
Das sehnsuchtsvolle Liebeslied Sabor a Mí, ein Bolero der Gruppe Los Panchos, durchzieht den Film.

## Inhalt
Carlos Albuquerque ist 55 Jahre alt und ein erfolgreicher Journalist. Anders als er ist seine Frau Ada eine gesellige, lebendige und sinnliche Frau. Das Paar lebt ein geordnetes, modernes und gesellschaftlich etabliertes Leben im Wohlstand.
Alles ändert sich, als Carlos versehentlich auf dem Handy seiner Frau eine Nachricht eines anderen Mannes findet. Mit Hilfe eines Freundes, zu dem er zieht, entdeckt er nach und nach ein Paralleluniversum, in dem seine Frau virtuelle Affären und elektronische Seitensprünge auslebt.

## Rezeption
Der Film feierte am 26. Oktober 2009 bei der Mostra Internacional de Cinema de São Paulo seine Weltpremiere, in Portugal wurde er erstmals am 7. November 2009 beim Filmfest von Estoril gezeigt. Hauptdarsteller Rui Morisson wurde für das Werk bei den Globos de Ouro 2010 als Bester Schauspieler ausgezeichnet.
Am 12. November 2009 kam der Film in die portugiesischen Kinos, lockte jedoch mit 2.316 Zuschauern nur Freunde der Filmkunst an.
Die Kritik nahm den Film dagegen positiv auf. Gelobt wurden die überzeugenden Darstellungen und die leichte, flüssige und souveräne Inszenierung tiefer Gefühle. Bemängelt wurde dabei die allein männliche Blickrichtung des Films.
Os Sorrisos do Destino erschien 2010 in Portugal bei Clap Filmes als DVD.